# 玩具熊的五夜驚魂：進入深淵
《玩具熊的五夜驚魂：進入深淵》是於2024年推出的一款的恐怖遊戲，由Mega Cat Studios及ScottGames開發。遊戲於2024年8月8日以數位形式跨平台發行。本作是一款採用像素風格呈現的冒險遊戲，玩家將在不同的時間區間穿梭、解決謎題、蒐集線索，同時要想辦法擺脫正在追擊的恐怖威脅。遊戲故事改篇自《恐怖費斯熊》短篇故事合集的第一集同名單元。斯科特·考顿確認如果遊戲表現理想，將會推出更多改篇短篇故事單元的遊戲，構成一個全新系列。

## 故事大綱
奧斯華（Oswald）居住的小鎮由於多年前主營的研磨工廠倒閉，而陷入經濟惡性循環，導致大量居民遷離。他的家庭亦因父親失去工廠職位而陷入貧困，又因為要照顧奶奶而無法離開小鎮。放暑假時，奧斯華只能每天被爸爸送到僅有一個人營運的披薩餐廳「傑夫披薩店」（Jeff's Pizza）消磨時間。在開學前一天，忍無可忍的奧斯華決定要抗議這樣的生活，在爸爸前來接送前跳入披薩店封禁的球池。殊不知這個球池，讓他意外穿越到一間車水馬龍的的披薩餐廳。
奧斯華探索時留意到他身處在1985年6月，而餐廳名稱為「費斯熊佛萊迪的披薩餐廳」（Freddy Fazbear's Pizza），從佈局看出正是傑夫披薩店的前身。他自幼喜歡的繪畫角色和玩具，原來是對應餐廳舞台上三位主角機械人偶佛萊迪（Freddy Fazbear）、邦尼（Bonnie）和積卡（Chica）。奧斯華亦結識了麥克（Mike）和奇普（Chip）兩名好友，並一同玩樂。可是在玩捉迷藏時，餐廳突然轉趨黑暗，並傳來大量呻吟。不明所以的奧斯華，遇見一個栩栩如生的黃金兔子人偶，並被它誘導到一個佈滿兒童屍體的房間現場，差點正中它的攻擊。他選擇逃回球池當中，鑽出來時發現回到現代，而老闆傑夫亦已把爸爸帶來。爸爸正要教訓奧斯華之際，黃金兔子突然從球池竄出將他拉走。奧斯華拼命拉回，回來的父親卻雙眼發光。對方帶他回家時，對其疑問一概不回應，並不時閃現出他是黃金兔子的身影。深怕受害的奧斯華，在晚上忍不住致電在醫院當值的媽媽求救，對方卻跟傑夫一樣，沒有發現父親的異樣。這刻奧斯華堅信只有再進入那深淵般的球池，才能找回他那個熟悉的爸爸。
往後四晚，黃金兔子如奧斯華所料，想趁母親不在時加害他。他只好以各種敵人未封禁的方式逃離住家，再前往球池。這四天的早上，他亦盡量適應新學期的生活和尋找協助探索的用品，包括從同學加布莉（Gabrielle）拿到一本其工程師叔父留下，關於人偶習性的筆記。只不過，奧斯華開始禁不住將學校周遭和同學看成餐廳和著魔人偶，每天都被恐怖的幻象消磨他的精神。
至於每晚穿越到過去餐廳的歷險中，奧斯華隱約理解餐廳經已停止運作，只有未曾碰面的人在白天巡視。幕後黑手每晚都會前來用不同裝置虐待抓來的兒童，包括麥克和奇普。奧斯華於是利用筆記知識停住三位著魔主角人偶的纏繞，救出每晚被圍困的兒童，再分頭逃離黃金兔子的追擊。結果他終於在最後一晚發現爸爸被藏身的秘密房間，但黃金兔子旋即要將他拖至球池附近處決。奧斯華於是勇敢追上去作出最後了斷。
伴隨不同的行動和收集原素，故事將迎來不同的結局：
- 奧斯華逃出過去餐廳，在他不知曉的街道上陷入迷離。
- 奧斯華讓父親回到現代後被黃金兔子暗算帶走，被對方禁錮並面臨折磨。
- 奧斯華醒來後在過去餐廳被三位主角和黃金兔子歡迎，漸漸迷失自我，最終更雙眼發光。
- 奧斯華和父親成功在現代逃過最終失去動能的黃金兔子，一同回家；但傑夫到球池查探其行蹤時，黃金兔子突然對其發動攻擊。
- 奧斯華和父親成功在現代逃過最終失去動能的黃金兔子，溝通後決定要更積極脫離現有生活的困局；傑夫亦受到啟發將餐廳改頭換面，迎來奧斯華一家三口和大量顧客的惠顧。